# 山口俊一
山口俊一（1950年2月28日—），日本政治家，自由民主黨黨員。出身於德島縣三好郡池田町（現三好市）。1990年至今連續當選9屆眾議院議員。在自民黨內屬於為公會（麻生派）。曾任內閣府特命擔當大臣（沖繩及北方對策、科學技術政策、宇宙政策擔當）。
歷任財務副大臣（第2次安倍內閣）、內閣總理大臣補佐官（麻生內閣）、總務副大臣（第1次小泉再改造內閣、第2次小泉內閣）、眾議院決算行政監視委員長、財務金融委員長等職務。
山口畢業於青山學院大學文學部之後，前往法國巴黎第四大學留學。留學途中因有志於政治，中途輟學回國。1975年年僅25歲的他當選德島縣議員議員，創下德島最年輕縣議員的紀錄，並連續當選了四屆。1990年獲自民黨提名參選第39屆日本眾議院議員總選舉，順利當選晉身國會，當選後山口屬於中曾根派。1994年，自民黨黨議拘束決定在首相指名投票中全黨支持日本社會黨委員長村山富市，山口不滿黨為了重返政權不惜與社會黨苟合，造反投票支持舊聯合政權推薦的海部俊樹。
2003年擔任第1次小泉再改造內閣的總務副大臣，在第2次小泉內閣山口留任此職。
2005年郵政國會，山口投票反對郵政民營化。隨後舉行的第44屆日本眾議院議員總選舉，他沒有獲得自民黨的提名，只好以無黨派身份參選。結果山口順利擊敗了自民黨提名的七條明和民主黨提名的高井美穗成功連任。連任後，山口一改反對的態度，投票支持郵政民營化法案。
2006年底，向自民黨提出復黨申請書，自民黨黨紀委員會接受其申請認可其復黨。復黨後，山口結束自己自1998年來在黨內無派系的身份，加入了麻生太郎的為公會。此外，復黨後一大問題是山口和七條明爭奪德島2區的自民黨候選人資格，最終自民黨選舉對策委員長古賀誠選擇了山口。
2008年被任命為麻生內閣的內閣總理大臣補佐官。
2012年自民黨總裁選舉支持石破茂，並擔任石破陣營的選舉對策局長代理。但最終石破敗於安倍晉三。2012年大選後自民黨重新上台，山口被任命為第2次安倍內閣的財務副大臣。2014年首次入閣，擔任第二次安倍改造內閣的內閣府特命擔當大臣（沖繩及北方對策、科學技術政策、宇宙政策擔當）。

## 外部連結
- 山口俊一官方網站 （页面存档备份，存于）

| 議會席位                 | 議會席位                                                 | 議會席位                 |
| ------------------------ | -------------------------------------------------------- | ------------------------ |
| 前任： 渡海紀三朗        | 眾議院決算行政監視委員長 2002年—2003年                   | 繼任： 佐佐木秀典        |
| 前任： 新設              | 眾議院財務金融委員長 2001年—2002年                       | 繼任： 坂本剛二          |
| 官衔                     |                                                          |                          |
| 前任： 山本一太          | 特命擔當大臣（沖繩及北方對策） 第21、22代：2014年—2015年 | 繼任： 島尻安伊子        |
| 前任： 山本一太          | 特命擔當大臣（科學技術政策） 第22、23代：2014年—2015年   | 繼任： 島尻安伊子        |
| 前任： 山本一太          | 特命擔當大臣（宇宙政策） 第4、5代：2014年—2015年         | 繼任： 島尻安伊子        |
| 前任： 武正公一 大久保勉 | 財務副大臣 2012年—2013年                                 | 繼任： 古川禎久 愛知治郎 |
| 前任： 加藤紀文 若松謙維 | 總務副大臣 2003年 - 2004年                               | 繼任： 今井宏 山本公一   |